# Autostrada M70 (Węgry)

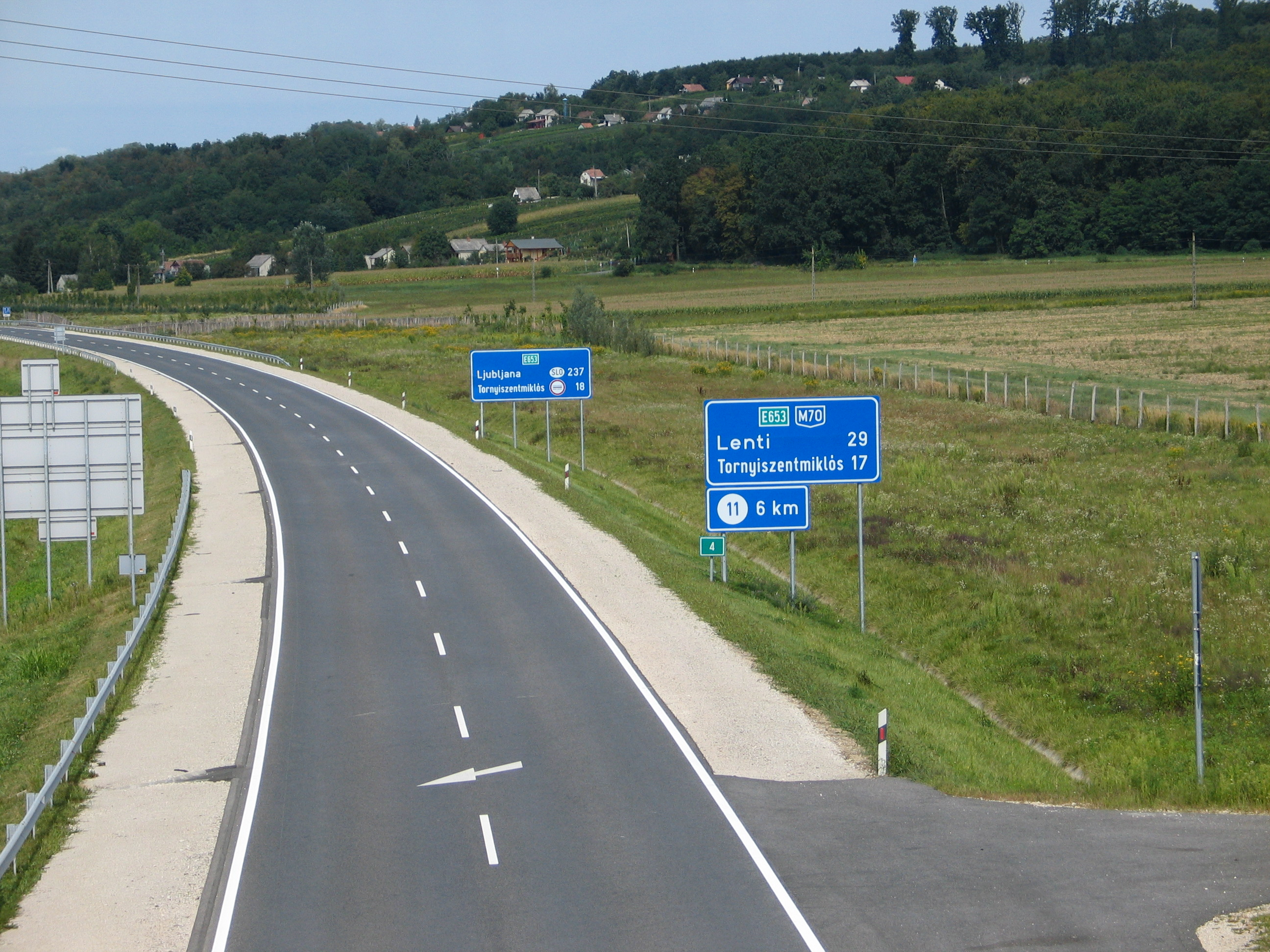
Jednojezdniowa M70 w okolicy miejscowości Murarátka (2008)

Autostrada M70 (węg. M70-es autópálya) – autostrada na Węgrzech, w ciągu trasy europejskiej E653.
Arteria łączy autostradę M7 z granicą Słowenii i tamtejszą trasą A5. Umożliwia przejazd z Budapesztu do Lublany.
Pierwszy odcinek, od węzła z M7 do Tornyiszentmiklós, oddano do użytku w 2004 roku, jako drogę jednojezdniową. Dalszy odcinek do granicy ze Słowenią otwarto rok później. Do 13 grudnia 2019 roku, kiedy udostępniono drugą jezdnię między M7, a Tornyiszentmiklós droga funkcjonowała jako ekspresowa.